# Cédric

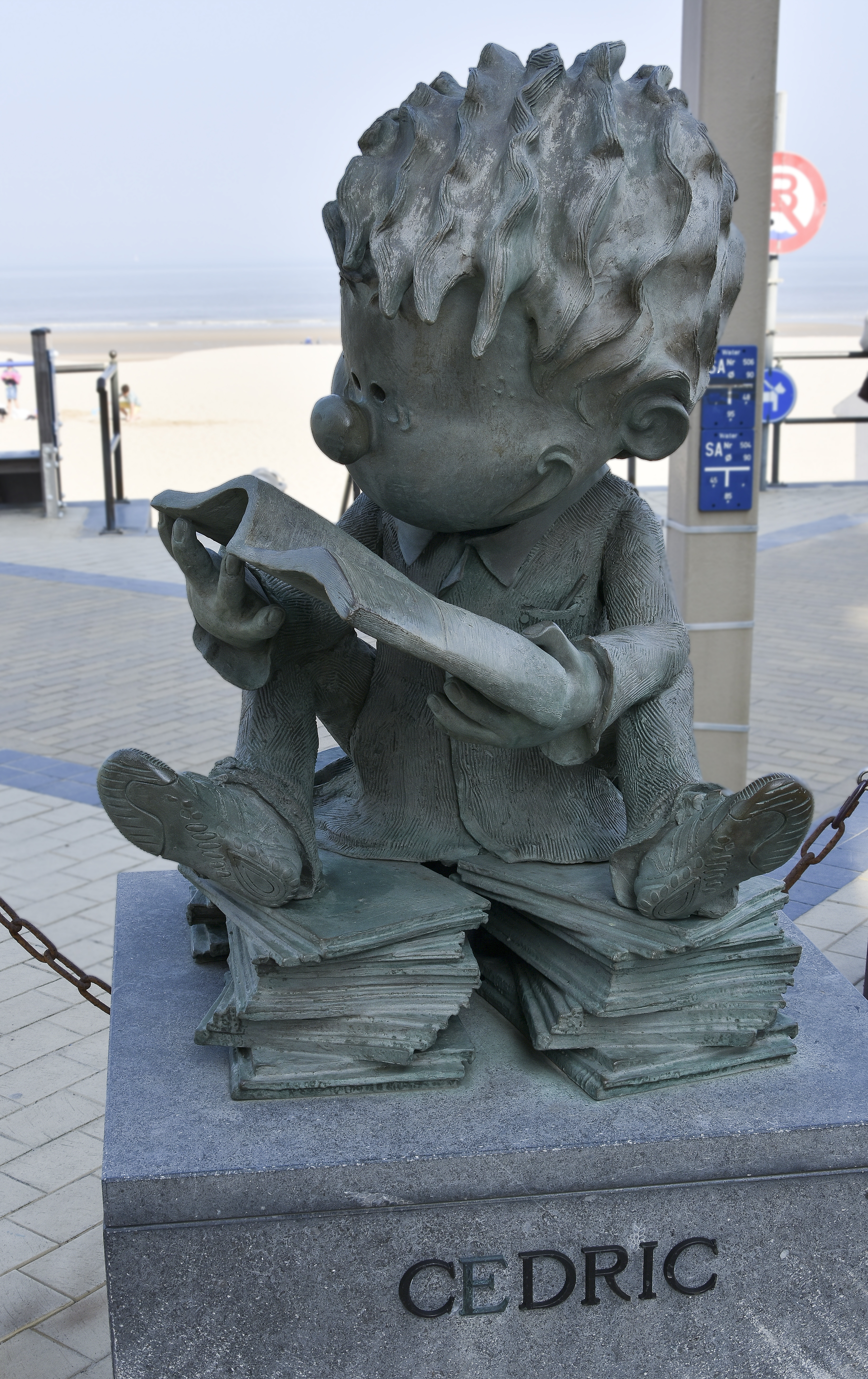
Cédric (Stripstandbeelden Middelkerke) door Josyane Vanhoutte

Cédric is een Belgische stripreeks uitgegeven door uitgeverij Dupuis. De gags in de strip gaan over de jonge Cédric en diens familie en vrienden. Cédric is geschreven door Raoul Cauvin met tekeningen van Antonio De Luca (Laudec). Na de dood van Cauvin in 2021 ging Laudec alleen verder. De strip werd in het Nederlands in eerste instantie uitgegeven onder de naam Stefan. Hoewel de reeks uit korte, aparte verhalen bestaat, staan deze niet steeds los van elkaar.
De reeks startte op 28 april 1987 in nummer 2559 van het stripweekblad Spirou.

## Personages
CédricHet hoofdpersonage, een jongen met blond haar. Cédric is van nature erg opvliegend en heel jaloers (zeker als het over zijn vriendin Chen gaat). Hij studeert niet graag en haalt meestal slechte punten. Hij is echter niet dom, eerder lui. Zijn ware intelligentie zit in zijn vindingrijkheid en Cédric weet dit. Hij is erg pienter en bedenkt soms briljante plannen als hij weer eens in de nesten zit. Cédric kan het moeilijk verkroppen dat zijn ouders het niet erg breed hebben. Cédric is stapel van Chen (sinds stripalbum 3, daarvoor was hij verliefd op juf Nelly). Hij is overbezorgd over haar en doet alles om indruk op haar te maken, tot het gevaarlijke aan toe. Hij heeft echter meestal óf niet het lef óf niet de kans om haar zijn gevoelens duidelijk te maken. Cédrics beste vriend is Christiaan. Cédric houdt zeer veel van zijn opa en is heel erg close met hem. Als Cédric niet achter Chen aanzit of thuis onder zijn voeten krijgt, is hij aan het skaten of streken aan het uithalen. Cédrics achternaam is Degroot.
Chen YaupingEen Chinees meisje dat (net als al Cédrics vrienden) bij Cédric in de klas zit. Ze kan de R niet uitspreken. Ze heeft zwart haar en loopt meestal in een rode jurk rond. Dat Cédric dolverliefd op haar is, ontgaat haar volkomen. Ze besteedt graag aandacht aan Cédric, maar ook aan Nico, die ook stapel op haar is en tevens Cédrics aartsvijand is. Chen is een lief, behulpzaam meisje dat slechts op zeldzame momenten echt boos wordt. Dan begint ze in het Chinees te gillen en jaagt ze iedereen de stuipen op het lijf. Ze lijkt een gave te hebben om met dieren om te gaan. Ze kan ook zeer goed viool spelen. Chen is meestal te zien, rondlopend met haar walkman of touwtjespringend met haar vriendinnen.
Joost Heymans (opa)Zijn leeftijd ligt achteraan de 70. Hij woont in bij Cédric en zijn ouders en is de vader van Cédrics moeder. Opa is nog erg bij de pinken en is altijd bereid om Cédric te helpen. Hij is echter ook heel koppig en kan, net als Cédric, erg kwaad worden. Hij is nooit naar school gegaan en heeft van jongs af aan bij de spoorwegen gewerkt. Hij is even pienter en vindingrijk als Cédric, wat duidelijk een familietrek is. Hij geeft Cédric vaak goede raad als die ergens mee zit. Maar hij is ook streng en wijst hem terecht als hij iets fout doet. Hij laat altijd duidelijk blijken dat hij het niet hoog op heeft met Cédrics pa, Robert. Dit gaat terug tot het moment waar Cédrics ouders elkaar ontmoeten. Als hij en Robert(en dat is bijna constant) ruzie hebben zegt hij altijd dat zijn dochter nooit met een "mattenverkoper" had moeten trouwen. Hij betreurt het verlies van zijn vrouw Germaine heel erg (die vroeg is overleden) en gaat vaak naar haar graf. Regelmatig als Cédric weer eens een van zijn belevenissen aan hem vertelt ligt hij dubbel van het lachen. Hij is (vermoedelijk) een gewezen alcoholicus.
Robert de GrootHij verkoopt tapijten (volgens zijn schoonvader "matten") in een groothandel. Hij heeft erg vaak ruzie met zijn schoonvader, wat ook de relatie met zijn vrouw niet ten goede komt. Diep in zijn hart echter heeft hij zelfs zijn schoonvader graag en Marie-Rose blijft zijn grote liefde. Hij vindt het zo nu en dan moeilijk om de pa te zijn die Cédric graag heeft, maar ze schieten (als hij tenminste geen slecht rapport naar huis brengt) goed met elkaar op. Over zijn kant van de familie is weinig bekend.
Marie-RoseZij is huismoeder maar werkt ook in een bakkerij. Ze kan net als haar vader en zoon erg opvliegend zijn en schreeuwt tegen de twee mannen als die weer eens ruzie hebben. Ze heeft met beiden het beste voor en haat het dus als ze ruzie hebben. Ze is erg streng voor Cédric en eist van hem dat hij zich naar de regels gedraagt. Ze is, net als haar vader, erg emotioneel over Cédrics oma en schijnt haar ook erg te missen.
ChristianCédrics beste vriend door dik en dun. Hij heeft zwart haar, een bril en draagt bijna altijd een blauwe pullover en jeans. Hij is bijna altijd bereid om Cédric te helpen ook al is het nog zo riskant of gevaarlijk. Hij wordt echter niet altijd even juist behandeld door hem. Hij geeft af en toe de indruk een beetje een nerd te zijn. Net als Cédric is hij ook dolverliefd op iemand en kan hij er niet tegen als er iets in zijn weg komt om met haar in contact te komen, in zijn geval is het Caprice. Christiaan wordt altijd boos als je zijn zus beledigt.
Nico de Jager de Ceuckeleere de KoninckMedeaanbidder van Chen en Cédrics grootste vijand. Nico is erg rijk en van adel. Zijn vader is een belangrijk diplomaat. Nico is erg snobistisch en doet vaak uit de hoogte. Hij is stapelverliefd op Chen, maar ook hij kan er niet goed mee overweg. Nico is te herkennen aan zijn kuif, oubollige kledij en opgetrokken neus.
ManuEen nogal opvallend klasgenootje van Cédric. Hij heeft zwart haar, een grote pet en een bruine vest. Hij is een van de hoofdredenen dat Cédric zich zoveel in de problemen werkt. Hij doet bijna niks dan tv kijken en vertelt alles wat hij ziet aan zijn vrienden, wat vaak tot hilarische situaties leidt.
LilyHet buurtmeisje van Cédric. Zij is verzot op hem, maar hij mag haar niet. Hij vindt haar te jong en te vervelend omdat ze hem overal volgt. Ze kan ook jaloers uit de hoek komen als iemand Cédrics aandacht opeist. Ze lijdt aan ernstige astma waardoor ze soms binnen moet blijven.

## Albums
1. Naar school (1999)
2. Sneeuwvakantie (1999)
3. Een harde leerschool (1998)
4. Een papa eerste klas! (2001)
5. Korte sladood (2002)
6. Warm en koud (2002)
7. Opa voelt nattigheid (2002)
8. Op rolletjes... (2002)
9. Stoorzender (1999)
10. Slagroomtaart (2003)
11. Zwaanzin (1997)
12. Poespas (1998)
13. Papa, ik wil een paard! (1999)
14. Liggen, zei ik! (2000)
15. Storm op komst (2001)
16. Waar zit de rem ? (2002)
17. Wie heeft het licht uitgedaan ? (2002)
18. Eindelijk alleen! (2003)
19. Rustig blijven! (2004)
20. Klaar! (2005)
21. Aan het dromen ? (2006)
22. Lelijk is ze! (2008)
23. Ik wil trouwen! (2009)
24. Gewonnen! (2010)
25. Wat heeft hij toch? (2011)
26. Ster in spe (2012)
27. Wanneer vertrekken we? (2013)
28. Valse start! (2014)
29. Meneertje Blits (2015)
30. Stilte, ik draai! (2016)
31. Hondenweer! (2017)
32. Totaal van de kaart! (2018)
33. Zonder handen! (2020)
34. Liggen, zeg ik! (2021)
35. Nog even geduld, knul (2022)
36. Gevaarlijk transport (2024)

## Albums als Stefan
1. Naar school (1989)
2. Sneeuwvakantie (1989)
3. Een harde leerschool (1990)
4. Een papa eerste klas! (1991)
5. Korte sladood (1992)
6. Warm en koud (1993)
7. Opa voelt nattigheid (1994)
8. Op rolletjes... (1994)
9. Stoorzender (1995)
10. Slagroomtaart (1996)

## Bewerkingen

### Televisieserie
In 2001 en 2002 liep er op France 3 een animatiereeks van Cédric. De reeks werd onder meer vertaald in het Nederlands.

### Geplande film
Er zijn sinds 2013 plannen voor een live-actionfilm rond Cédric. De film was aangekondigd te verschijnen in 2015. De film werd echter uitgesteld.